# Archiphysalis
Archiphysalis é um género botânico pertencente à família Solanaceae.